# Grunden Bois
Grunden Bois är en idrottsförening i Göteborg  för tjejer & killar, från 7 år och uppåt, med intellektuell funktionsnedsättning. Grunden Bois mål är att alla som vill ska kunna vara med i idrottsgemenskapen, oavsett idrottslig förmåga och nivå på den intellektuell funktionsnedsättning. Att delta och uppleva glädjen och gemenskapen inom idrottslivet ser Grunden Bois som en metod för att skapa ett gott liv, även utanför idrotten.

## Historia
Grunden Bois kom igång 1992 och var redan från början öppen för alla. Initiativtagare var Thor Guttormsen. Onsdag 26 november 2003 bildades idrottsföreningen Grunden Bois. Klubben har sin klubblokal i Prioritet Serneke Arena. Det stora genombrottet kom 2002 då Sveriges Television visade en dokumentärfilm om Grunden Bois. Filmen fick stor uppmärksamhet och visades flera gånger i SVT. År 2006 gjordes en uppföljande dokumentär. 2018 gav Grunden Bois ut boken: "Här är alla vinnare - historien om Grunden Bois".

## Föreningen
Grunden Bois har 500 medlemmar och har fotboll, innebandy och gympa på programmet. Klubben har lag för knattar, ungdomar, dam- och herrseniorer.

## Utmärkelser
- Göteborgs-Postens Stora Sportpris, Årets förening, 2001
- TV-sportens Sportspegelpris, Svenska Idrottsgalan, 2002 (Thor Guttormsen)
- Gunnareds idrottsstipendium, 2002 (Stefan Bolldén)
- V:a Götalands handikappidrottsstipendium, 2003
- Lyckans Soldaters idrottsstipendium, 2003 (Thor Guttormsen)
- Lions Internationals Livskvalitétspris, 2004 (Thor Guttormsen)
- Centralföreningen för Gymnastik- och Idrottssällskapen i Göteborg, medalj i guld, 2005 (Thor Guttormsen)
- Rotarys Etikpris, 2005 (Thor Guttormsen)
- Älska fotbolls stipendium, 2005
- Göteborgs Stads förtjänsttecken, 2009 (Thor Guttormsen)
- Claes Carlstens minnesfond, 2010
- För ett färgstarkare Göteborg, IKEA, 2013
- Mikael Ljungberg#Mikael Ljungbergs minnesfond, stipendium, 2014
- Solstickan, stipendium, 2014
- Stipendium För hållbar förändring, 2014
- Västra Götalandsregionens Idrottsstipendium, 2015
- Stipendium Kommittén för rättighetsfrågor, 2015
- SHL Awards, Cmore/Joel Lundqvist, 2016
- Jubileumsgåva Logen Orion av Ordenssamfundet, 2016
- Jubileumsgåva Odd Fellow & Rebeckalogen nr79 Teresa, 2018
- Helen Alfredssons & Folkspels stipendium, 2018
- Zlatan Ibrahimović stipendium Number 10,  2019
- Kungliga Sällskapet Pro Patrias guldmedalj, 2019 (Thor Guttormsen)
- Färgstarkaste spelaren, landslagsmålvakten Robin Olsen - Teknos 2019
- Årets Eldsjäl & Årets Ledare, Eldsjälsgalan - Folkspel 2021 (Thor Guttormsen)
- Invalda i Göteborgs Fotbollsförbund "Hall of Fame" 2021 (Stig Nordqvist & Thor Guttormsen)

## Priser
- SM Guld fotboll, inomhus: 1998, 2000, 2001, 2002 & 2014
- SM Guld fotboll, utomhus: 2000, 2001, 2003, 2006, 2007 & 2008
- Historiskt deltagande & seger i Gothia Cup, 2005